# Verkeerstuin (Den Haag)
De eerste verkeerstuin van West-Europa werd in 1954 in Den Haag geopend. Een tweede verkeerstuin in Den Haag werd in 1965 geopend.

## Geschiedenis
De eerste verkeerstuin lag aan de Hemsterhuisstraat achter het Museum voor het Onderwijs. Het initiatief tot de vestiging werd genomen door de Haagse Commissie voor Veilig Verkeer. Zij achtte het noodzakelijk de jeugd bekend te maken met de verkeerssituaties en -regels in de snel toenemende groei van het verkeer.
In 1956 volgden plannen voor een tweede verkeerstuin. In 1962 zorgde de N.V. Verenigde N.B.M.-bedrijven (NBM) ter ere van haar 60-jarig bestaan ervoor dat haar dochtermaatschappij, N.V. Aannemingsbedrijf N.B.M. Zaandam, die al meer dan 40 jaar voor de gemeente Den Haag werkzaamheden uitvoerde, dat deze plannen werden verwezenlijkt door de 6400 vierkante meter grote verkeerstuin aan de gemeente aan te bieden. Deze kwam te liggen aan de Hengelolaan in de wijk Morgenstond.
Andere bijdragen aan het project volgden, waaronder: 
- Een Haagse benzinepompexploitant doneerde een aanzienlijke geldelijke bijdrage
- Caltex Nederland leverde 12 trapauto’s, 19 fietsen en een benzinestation
- Een Haagse verkeersbordenfabrikant schonk verkeersborden
- De NS zorgde voor een spoorwegovergang met slagbomen

Vanaf de opening in 1965 gaf de Haagse politie verkeerslessen aan Haagse leerlingen, onder meer vanuit een verkeerstoren, waar vanuit ook de verkeerslichten werden bediend. Voorts was er een leslokaal. Vanuit de politie werden twaalf instructeurs ter beschikking gesteld, maar in 1971 trad er een personeelstekort op bij de politie en konden er geen verkeerslessen vanuit de politie meer plaatsvinden. Hierdoor moesten de schoolleerkrachten zelf lessen gaan verzorgen, maar door gebrek aan verkeerskennis en -inzicht werd dit geen succes; het opvoedkundig aspect was vervangen door een pretparkpresentatie.
In 1976 werd het verkeersonderwijs door middel van een verkeerstuin ter discussie gesteld, waarna geconcludeerd werd dat het effect van de verkeerslessen twijfelachtig was. Nadien stond de verkeerstuin alleen nog open voor leerlingen van het buitengewoon lager onderwijs.
In 1982 kwam de tuin in handen van Stichting Haagse Jeugdverblijven en had deze geen onderwijsbestemming meer. Het terrein, dat werd begrensd door de Leyweg, Zuidlarenstraat en de Hengelolaan, werd nadien gebruikt voor de bouw van woningen en een winkelcentrum.